# كريستيان كولسن
كريستيان كولسن (بالإنجليزية: Christian Coulson)‏ هو ممثل بريطاني، ولد في 3 أكتوبر 1978 في مانشستر في المملكة المتحدة.

## أعمال

### أفلام
- (2002) الساعات[4]
- (2002) هاري بوتر وحجرة الأسرار[5][6]

### مسلسلات
- ذا غود وايف
- فتاة النميمة

## وصلات خارجية
- كريستيان كولسن على موقع IMDb (الإنجليزية)
- كريستيان كولسن على موقع روتن توميتوز (الإنجليزية)
- كريستيان كولسن على موقع ألو سيني (الفرنسية)
- كريستيان كولسن على موقع أول موفي (الإنجليزية)
- كريستيان كولسن على موقع قاعدة بيانات الأفلام السويدية (السويدية)
- كريستيان كولسن على موقع إن إن دي بي (الإنجليزية)
- كريستيان كولسن على موقع قاعدة بيانات الفيلم (الإنجليزية)
- كريستيان كولسن على موقع كينوبويسك (الروسية)